# Trinomys setosus
Trinomys setosus là một loài động vật có vú trong họ Echimyidae, bộ Gặm nhấm. Loài này được Desmarest mô tả năm 1817.

## Hình ảnh

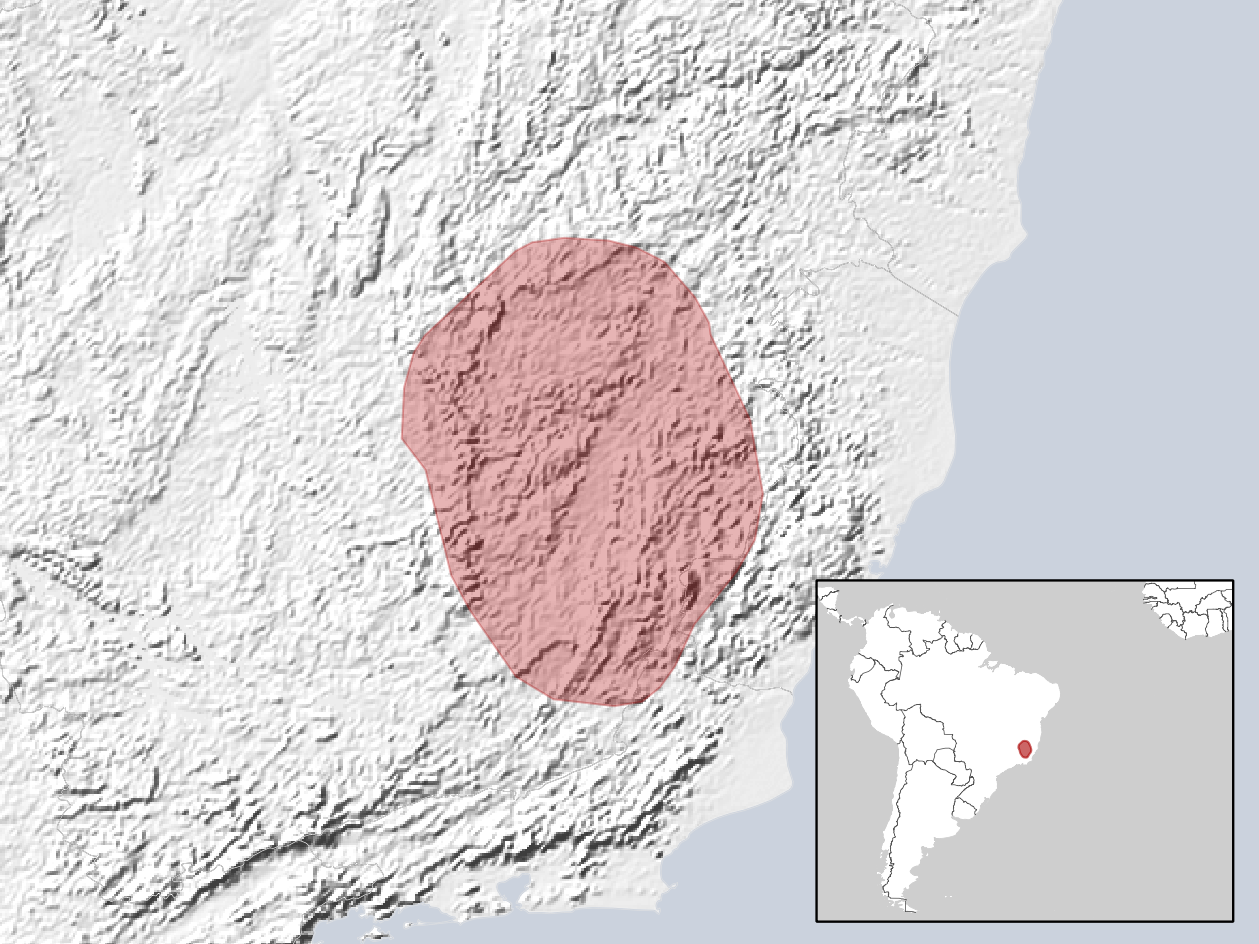